# ルー (神)
ルー（Lugh、古期アイルランド語ではルグ［Lug］）は、ケルト神話の太陽神（光の神）。アイルランド伝承文学ではトゥアハ・デ・ダナーン（ダーナ神族）の一人で、長腕のルーのあだ名で知られる。
工芸・武術・詩吟・古史・医術・魔術など全技能に秀で、サウィルダーナハ（Samildánach、「百芸に通じた」の意）や、あるいはイルダーナハ（Ildánach、「諸芸の達人」）とあだ名されている。ドルドナ（Dul-Dauna）は、民話によるその訛り。こうした彼の万能性からカエサルがガリア戦記の中でメルクリウスと呼んだガリアの神と同一視する学者もある。

## 概要
ルーは医術の神ディアン・ケヒトの孫であり、フォモール族の「邪眼のバロール」の孫。 父親はキアンで、母親は、エスリウ / エスニウ。ルーは、英雄クー・フーリンの父ともされる。

### 神話物語群
ルーはマグ・トゥレドの戦いで、トゥアハ・デ・ダナーン神族の側に味方して戦い、投石器の石を放って、祖父にあたるフォモール族の「邪眼のバロール」を討ち取ったと、この合戦の軍記及び『来寇の書』に記述される。
父親のキアンは、トゥレンの子らに殺され、ルーはその賠償として魔法の槍や犬などの数々の財宝を求めた。賠償品の槍や治癒の豚皮などは、マグ・トゥレドの戦いでルーが必要とした品々だが、戦で使用した際の詳述はない。
『マグ・トゥレドの戦い』の物語では、ルーは諸芸の達人サウィルダーナハと呼ばれ、自分は大工、鍛冶、強者（つわもの）、竪琴弾き、戦士、詩人で史家（語り部）、魔術師、酌杯係、金工師（鋳掛師）のすべてのだと門番に言って、中に入れてもらうエピソードがある。このあと各芸の達者と業比べをするのだが、たとえば八十基の牛枷につないだ牛たちで動かすほどの敷石をオグマが投げたのを見事投げかえしたばかりか、そのとき破損した館の破片も投げ返して元通りにした。

### 出自
古写本ではルーのことを「ルー・マク・エスリン」（エスリウの子ルー）と称す場合も（「長腕のルー」の呼称より）ある。母親はエスリウ / エスニウなので、これは母称名ととればよいのだが、ややこしいことに、エスリウがルーの父親の別名だとする記述もある。
さらにはルーみずからエスリウの息子ルーと名乗る物語『幻影の予言 』 も存在する
ルーについて、フィルボルグ族の王妃のタルトゥに養われたという記述がある。
バロールが隠した育てた娘と、宝の牛の探求に来たキアンが恋愛し、そのときもうけた子である長腕のルーは、海神マナナーン・マクリルが育てた、あるいは鍛冶師ゴブニュの弟子となった、という設定の物語は、中世写本の神話には残っておらず、実は19世紀に集められた口承文学を根拠としている。

### バロールの娘とキアンの民話
グレゴリー夫人版では、バロールのもとから豊穣の牝牛グラス・ガヴナン(?)(アイルランド語: Glas Gaibhnenn)を奪い返しに行ったキアンと、バロールの娘とのあいだにルーが生まれる。

グレゴリー女史の再話は、同類の民話の二つのバージョン（魔法牛グラスの項で詳述）をたくみに合成して首尾一貫した話を作り上げている。一方の民話では、キアンと名乗る一介の騎士？が、城主バラルのもとで働き、ほどなくバラルの娘に生ませた子や宝の牛を奪って逃げる。子供は、海神マナナーン・マクリルに預けて育てられ、ドルドナ (Dul Dauna) と名づけられる（これは綽名イルダーナハの転化で、長腕のルーをさす、と説明される)。この子が、ある日浜辺から、艦隊で通り過ぎる祖父バロールにむかって、ポケットからとりだしたダート（投げ矢）を投げつけ、これが命中してバロールは死んだ。

もう一篇の民話では、キアンのかわりにマック・キニーリーという人物が登場するが、やはり宝の牛グラス・ガヴナンにまつわる類似の民話である。マック・キニーリーは、守護霊の妖精女（バンシー）の助けを借り、邪眼の盗賊バロールの牙城トーリー島で、バロールの娘が幽閉される獄塔に忍び入り、自分の子を孕ませる。マック・キニーリーはバロールに殺されるが、生まれてきた児（≒ルー）は亡き父の兄弟、鍛冶師ガヴィダに預けられ、その弟子として成熟する。このルーと思しき遺児は、ある日、鍛冶場に現れて槍の製作を注文したバロールから、自分の父親を殺した自慢話を聞かされ、赤熱した鉄棒でバロールの邪眼めがけて突き殺してしまう。

### ルーの最期
ダグザの息子ケルマトはルーの妻と関係を持ったことが原因でルーによって処刑される。父親であるケルマトを失った三人の息子たちは後にルーを殺害し、復讐を果たした。

### アルスター物語群
アルスター物語群『クアルンゲの牛捕り』（クーリーの牛争い）では、ルーは英雄クー・フリンの超自然的な父親として登場する。

アルスターの王コンホヴォルの妹デヒテラは、鳥達に導かれて妖精の丘に行き、ある夫婦の家で一晩過ごす。デヒテラは、その夫婦のあいだに誕生したばかりの男児と2頭の仔馬を預かり、我が子のように可愛がるが、その甲斐もなく、その子供は病気で死んでしまう。悲しみにくれるデヒテラは、コップの水に入った虫を誤って呑み込んでしまう。同じ夜、彼女の夢の中にルーが現れ、妖精の丘に連れ出し一夜の宿を与えたのも、可愛がっていた子供の親も自分であると名乗った。さらに、その子はおまえの胎内に居るゆえ生まれたらセタンタと名付けるべし、また2頭の仔馬はセタンタが成人した時その戦車を引く馬になるから一緒に育てよ、と告げた。懐妊したデヒテラは、やがてセタンタ（後のクー・フリン）を産んだ。
また、クー・フリンがスカアハの治める「影の国」へ向かう最中、「不幸の野原」(アイルランド語: [Mag] ndobail)の沼地に足を取られ、暗闇の中で苦しんでいた。そこにエオフ・バルヘ(?)(Eochu Bairche)という青年が現れてクー・フリンに車輪を渡し、車輪を転がしてその後を進むよう助言した。（一説によればこの青年はルーの仮の姿であった）。クー・フリンがそのようにすると、車輪からは火花が飛び散り、周囲を明るく照らしながら熱で沼地を乾かしたので、クー・フリンは「不幸の原」を通りきった。
クーリーの牛争いでは、孤軍奮闘でコナハト軍を相手に戦うクー・フリンは、ロフとの対決でモリガンの妨害で負傷する。このクー・フリンの前にルーが現れ、彼に眠る猶予を与えるため、そののち3日間クー・フリンの身代わりにメイヴ女王の軍と戦った。

### 歴史物語群
歴史物語群『幻の予言』において、ルーは妖精として登場し、百戦のコンに対して未来のアイルランド王の名を予言した。しかし『幻の予言』においてルーの（母親ではなく）父親はエスリウ、エスリウの親はティゲルンワスとされており、神話物語群における彼の家系図とは相違点がある。

## 所持品
ルーの槍は、トゥアハ・デ・ダナーンの四神器の一つとされるが、アイルランド伝統文学では、これとは異なる槍の由来も伝承される。ルーが賠償として求めた槍は、《来寇の書》ではゲイ・アッサルすなわちアッサルの槍といい、これは呪文を唱えれば的中させたり召還したりできる。だが近世物語では賠償品はアラドヴァルと称すペルシア王ピサルの槍で、水をたたえた釜に漬けおかないと発火性を発揮する槍。ルーの槍は森一番のイチイとも呼ばれるが、これをさらにルーンと同一視する古文書のくだりも存在する。
ルーがマグ・トゥレドの戦い（モイトゥラの戦い）でバロールを斃した、あるいはその目を射抜いたのは投石器の石である。これをタスラムだとするのはわずかな文献に過ぎない。
『トゥレンの息子たちの最期』の物語では、ルーが賠償で求めた品々のほかに、マナナン・マク・リルより賜った、あるいは借り受けたフラガラッハや、陸海を駆ける馬アンヴァル、魔法の船舶《静波号》などがある。

### 槍
アイルランド文学の原典でみるとルーの槍については以下に紹介するような描写がある（#四秘宝のルーの槍、#アッサルの槍、#アーラーワル（アラドヴァル）、#森一番のイチイの名木、#ルイン 、#5本に分かれた槍）。
ルーの槍は「ブリューナク」（Brionac）という名であると日本のファンタジー系の書籍やテレビゲームなどで記述されるが、この名はアイルランドの伝統文学には無い。似た名として挙げられるのが、マイケル・ムアコック作のファンタジー小説《紅衣の公子コルム》シリーズの主人公コルムがもつブリオナック（Bryionak）という槍である。

#### ルーの槍の様々な異称
アイルランド文献での槍名（要約）
アイルランド古来の文献では、四秘宝のルーの槍やヌアザの剣に特に固有名は無い。
四秘宝のルーの槍
四秘宝の一つに数えられるルーの槍（アイルランド語: sleg）は、≪バリモートの書≫所収『トゥアハ・デ・ダナーンの四秘宝』本文で「ルーやその槍を手にした者に対し戦（の優位を）保ちつづけることこれかなわず」とされる、不敗の槍である。トゥアハ・デ・ダナーンが北方の地ロフランの都市ゴリアスからルーの槍を持込んだと、『アイルランド来寇の書』(en:Lebor Gabála Érenn)に記される。
アッサルの槍
アッサルの槍、ガエ・アッサル（アイルランド語: Gae Assail）は、ルーが、自分の父親キアンを殺された賠償のひとつとして、トゥリル・ビックレオ(Tuirill Piccreo/Biccreo)から要求した槍。イヴァル（イチイの樹の意 Ibur）の呪文で命中し、「再イチイ」を意味する逆呪文アスィヴァル(Athibar)で召還できる。《アイルランド来寇の書》（¶319および第LXV詩）  の原文にしたがえば、
峰ばった黄金のアッサルの槍、ひとたび血をこぼせば後誰も生かしてはおかず、イヴァルと唱えて投げればけっして逸れないこと疑うべくもなく、アスィヴァルと呼べばたちどころ戻ってくる
という必殺必中の槍である。また、ピサール王の槍ともされている。
アーラーワル（アラドヴァル）
ペルシアの王ピサルが所有する槍アラドヴァル(?)〔古語発音〕、アーラーワル(?) 〔現代発音〕(O'Curry 英訳: Ar-éadbair, O'Duffy 英訳: Areadbhair  原文 Aɼéadḃaiɼ）は、物語『トゥレンの息子たちの最期』（18世紀以降の写本）に登場する、ルーがトゥレンの息子たちから求める賠償のひとつである。その槍は、穂先を水をはった大釜に漬けこんでおかないと都市が焼けて（溶けて）しまうという。この槍名は「屠殺者」や「殺戮者」 (Slaughterer) とも訳出されている 。
森一番のイチイの名木
ルーの槍は、「森でこよなきすばらしき（イチイ）の樹」 と『トゥレンの息子たちの最期』で詩人に扮したブリアンに歌われる。これとほぼ同じ文言の美称「森の名だたるイチイの樹」が、やはりルーの槍の呼び名として、16世紀のある写本のあるくだり（TCD所蔵1336本（旧H 3. 17本）の723欄）に言及されるのだが、重要なのは、そのくだりではルーの槍が、アルスター戦士の時代のケルトハルのルーンと同一であり、別時代（西暦260年頃）のコルマク・マク・アルトを失明させたクリヴァル(Crimall)と同一だと示していることだ。
ルイン
アラドヴァルと称すルーの槍と、アルスター伝説の勇者ケルトハルやドゥフタハが用いるルーン（Luin）と呼ばれる槍は共通した性質を持っている。また、#森一番のイチイの名木と名づくルーの槍とルインはそもそも同じ槍だったという伝承があることは上述した。
5本に分かれた槍
ルーは、疲れ果てたクーフーリンに代行して戦うために『クアルンゲの牛捕り』 に現れるが、そのときに五尖槍を携えている。黄色い巻き毛のルーは、次のようないでたちだった。

その者は緑のマントを身に纏い、マントには白銀のブローチが胸にし、その白肌じかに純金で赤刺繍した王風の膝まで届く絹チュニクを着ていた。白黄銅の硬い丸鋲突起がある黒盾を持ち、五尖槍と叉分かれの投槍を手にしていた。

この五尖槍は、特にルーだけでなく、伝説群の垣根をこえて何人もの英雄が普通の武器として所持している。尖端こそ5本に分かれているが、これはもっとも普通に槍をさす種類の武器である。

#### ルーの持物の自然神学論な解釈
ルーの持つ投擲武器や弾を、「稲妻の武器」(lightning-weapon)として解釈し、神話解説を展開したのは en:T. F. O'Rahilly が著名な例である。
ルーは天の川をトルクとし、虹を投石紐（あるいはスタッフスリング用のスタッフ）としたといわれている。

### スリング石
マグ・トゥレドの戦い（モイトゥラの戦い）でルーが、投石器から放たれた石  によって、祖父バラルを斃したというのが、《アイルランド来寇の書》の略述に書かれる内容であるが、ここではルーの祖父は「強撃のバラル」) という意味の綽名で呼ばれ、バロールの目が武器だとも、その目を射抜かれたとも書かれてはいない。
後世の『マグ・トゥレドの戦い』の物語（唯一16世紀半ばの写本に現存）になると、ルーは投石器の石を放って。「刺すような目のバロール」の邪眼を射抜いたことになっている。

#### タスラム
この武器（弾）は、既述の原典では何の変哲もない石としか書かれていないが、ルーが放った弾がタスラム (セメント材料を固めた投石器の石弾) だとする詩がオカリー講義集に発表されている：
| Táthlum tromm thenntide tenn robūi ag Tūath Dé Danann, hī robriss súil Balair búain tall ar toghail in tromshlúaigh | A tathlum, heavy, fiery, firm, [タスラム一個、重く、烈火のごとく、固く、] Which the Tuatha Dé Danann had with them, [トゥアハ・デ・ダナーンがたずさえしもの、] It was that broke the fierce Balor's eye, [これこそバロールの目を破壊せしもの、] Of old, in the battle of the great armies. [昔、大軍の戦の折に。] |
| —Meyer (1905) 編 | —O'Curry (1873) 英訳 |

同詩はそして、このタスラム弾は、蝦蟇、熊、獅子、蝮、オスムン（Osmuinn）の首の付け根から血を集め、清めたアルモリア海と紅海の砂を使ってベサルの息子ブリオンが製造し、ルーに渡され、マグ・トゥレドの戦いで投じられた、と続く。

### フラガラッハ
ルーはまた、フラガラッハという剣を、 マナナーン・マク・リールから借り受けており、『トゥレンの子らの最期』でもトァハ・デ・ダナーン神族の集合においてこの剣を佩いている。

### ルーの馬と船
ルーはアンヴァルという名の海陸かまわず駆けることができる馬を持っていたが 、その甲冑武器と同様、海神マナナーンから預かり受けたものだった。トゥレンの子らが、賠償品を探求する旅に出るため、この馬の借用を願い出たが、ルーは、借物を又借りさせることはまかりならぬ、と断った。
しかしその方便は二度は使えず、ルーは、マナナーンの船の貸し出しを求められると拒むことができなかった。この船は狭いが、行き先を言葉で命じれば、そこまで自動的に航行してくれる魔法の船で、「静波号」〔ウェイヴ・スウィーパー〕とも表記される。これは英訳名 "Wave-Sweeper" の大意訳と音写である。 
また、《アイルランド来寇の書》によれば、ルーが賠償に求めた二頭の馬は、ガーネ(?)とレー(?)（アイルランド語: Gainne & Rea）といい、ティレニア海 のシチリア島の王の持ち物であった。怪我、波、落雷に害されず、女神エルンワスの死とも無縁と歌われる 。

### ルーの犬ファリニシュ
ルーが賠償として求めた中には、ファリニシュ（アイルランド語: Failinis）という名の犬がおり、これはイルアーゼ(?)(Ioruaidhe)の王が大事にしている犬であった（近代版『トゥレンの子らの最期』）。この犬名は、古写本の詩にも記載されている。